# Disterigma hiatum
Disterigma hiatum là một loài thực vật có hoa trong họ Thạch nam. Loài này được Pedraza mô tả khoa học đầu tiên năm 2008.